# Boguszyce (Oleśnica)
Boguszyce (deutsch: Bogschütz) ist ein Ort mit etwa 1400 Einwohnern in der Landgemeinde Oleśnica im Powiat Oleśnicki der Woiwodschaft Niederschlesien in Polen.

## Geschichte

### Die Ortsgemeinde
Bogschütz gehörte früher zum Kirchenkreis Oels (Oleśnica) und wurde 1538 evangelisch. Die alte Kirche (erbaut 1712–1714) steht noch heute und ist im Inneren nur wenig verändert.  1927 waren hier in oder an der Kirche Ehrentafeln für gefallene Soldaten aus der Gemeinde nachgewiesen. Der die Kirche umgebende Friedhof ist bis auf einen Grabstein eingeebnet. 
Die Einwohnerzahl von Bogschütz blieb vom Ende des 19. Jahrhunderts bis zum Ende der deutschen Zeit in etwa konstant: 
- 1867: 675 Einwohner
- 1871: 679 Einwohner (darunter 50 Analphabeten) in 106 Wohngebäuden und 139 Haushaltungen. Außerdem gab es ein Kaffeehaus und eine Apothekerei
- 1905: 572 Einwohner (davon 554 ev., 18 kath.) in 87 Wohnhäusern und 135 Haushaltungen.
- 1925: 714 Einwohner
- 1939: 704 Einwohner in 202 Haushaltungen,

Das Einwohnerbuch von 1936 des Landkreises Breslau führt namentlich 33 Einwohner in Bogschütz auf. 
In den Jahren 1975 bis 1998 gehörte die Ortschaft verwaltungsmäßig zur Woiwodschaft Breslau.

### Das Rittergut
Zum Ort Bogschütz gehörte früher auch ein gleichnamiges Rittergut, das von 1714 bis 1945 im Besitz der Familie von Randow war. Dieses Rittergut mit dem Vorwerk Randowshof hatte eine Fläche von 768,6 ha: davon rund 407 ha Acker, 78 ha Wiesen, 187 ha Holz, 24 ha Wasser, 4,5 ha Park und Garten, 15 ha Korbweiden, 54 ha Hof. Außerdem gab es eine Mahlmühle. 
Das Schloss in Bogschütz wurde von Carl Heinrich Wilhelm Wolf (1820–1876) erbaut. 
Die Besitzer oder Pächter des Rittergutes waren seit 1714:
- 1714: Georg Friedrich von Randow (* 1671, † 1742)
- 1743: Ludwig Ernst von Randow (* 1709, † 1771)
- 1772: Leopold Heinrich von Randow (* 1756, † 1809)
- 1810: Konrad von Randow (* 1799, † 1864)
- 1866: von Randow’sche Erben
- 1867: Ida Gräfin von Richthofen, geb. von Randow (* 1829, † 1915) und ihre Schwester Anna von Prittwitz und Gaffron, geb. von Randow (* 1840, † 1929)
- 1921: Anna von Prittwitz und Gaffron / Pächter: Waldemar von Randow
- 1926: Waldemar von Randow. Rittmeister der Leichten Kavallerie a. D. (* 1876, † 1945)

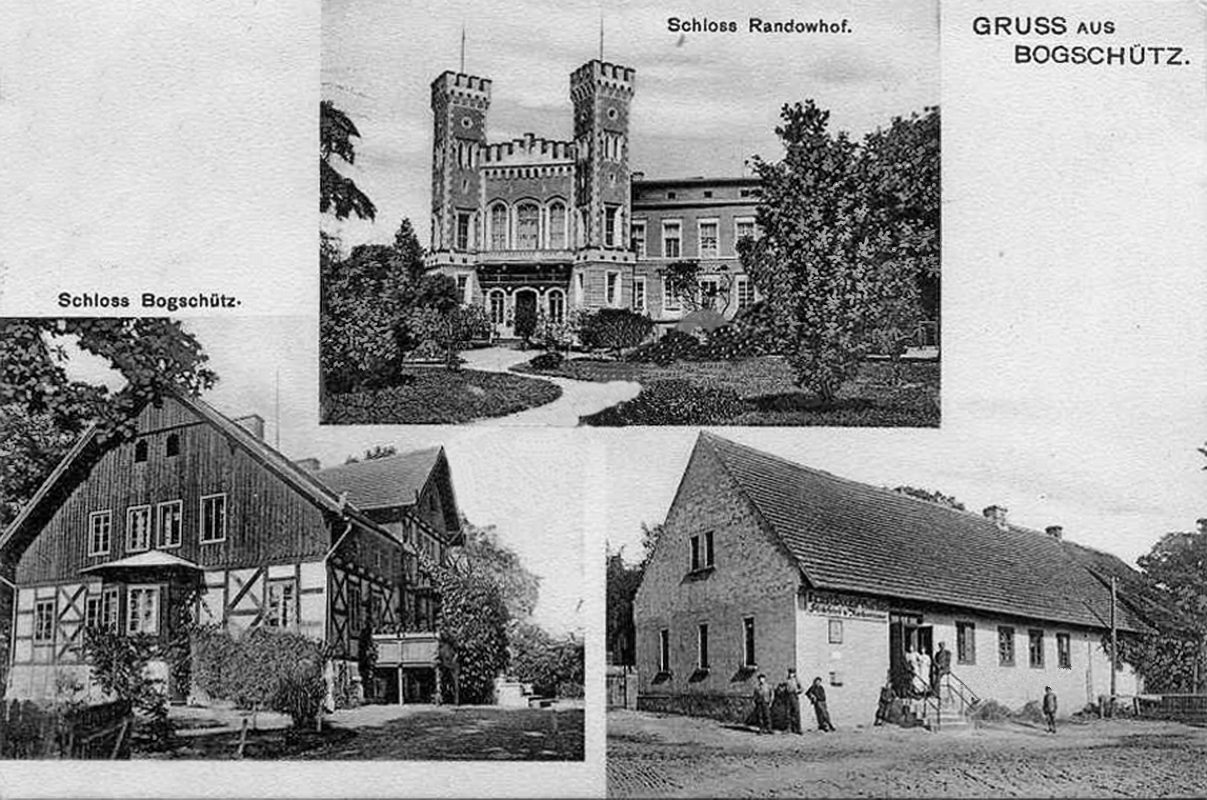
Postkarte aus Boguszyce zu Beginn des 20. Jahrhunderts.

## Persönlichkeiten
- Johannes Kühn (1887–1973), deutscher Historiker und Hochschullehrer

## Sehenswürdigkeiten
- Randowshof
- Die katholische Kirche St. Maria Hilf (Kościół Matki Boskiej Nieustającej Pomocy) ist eine barocke Fachwerk-Saalkirche von 1712-14, Emporen, Patronatslogen und Teile des Altars stammen ebenfalls aus dieser Zeit. Der Orgelprospekt ist von 1822. Bis 1945 wurde das Gebäude von evangelischen Gläubigen genutzt, renoviert wurde es 1962, 1972 und 1995. Um die Kirche liegt der ehemalige Friedhof, neben der Kirche das Pfarrhaus vom Ende des 19. Jahrhunderts.[1]

Kirche in Bogschütz (1995)
Innenansicht der Kirche
Altar
Orgel